# Dandy Livingstone
Pour les articles homonymes, voir Livingstone (homonymie).
Dandy, de son vrai nom Robert Livingstone Thompson, également connu sous de nombreux autres pseudonymes, est un chanteur, musicien et producteur jamaïcain né le 14 décembre 1943 à Kingston.Ses genres musicaux de prédilection sont le reggae, en particulier le reggae roots, le rocksteady et le ska. Il est surtout connu pour les hits de 1972 Suzanne Beware of the Devil et pour le titre Rudy, A Message to You devenu un hit des Specials en 1979.

## Biographie
Après avoir grandit en Jamaïque, Dandy Livingstone rejoint à l'âge de quinze ans sa mère (qui s’était séparé de son père) à Londres. Il y achève sa scolarité et apprend la fabrication d’outillage en suivant des cours au East Ham Technical College. Parallèlement, il rencontre Alex « Dimples » Hinds dans les premiers locaux d’Island Records, au 108a Cambridge Road à Kilburn. Celui-ci l’introduit auprès de Lee Gopthal qui, à l'époque, gérait une entreprise de vente par correspondance depuis son bureau du rez-de-chaussée
Dandy y travaille comme vendeur de disque, mais ambitionne de devenir chanteur. Son patron s’arrange alors pour lui faire rencontrer Alan Crawford, le propriétaire de la maison de disque Cross Bow Records qui cherche de nouveau artistes pour Carnival Records, un sous-label consacré à la musique des « West Indies ».
Impressionné par les compositions originales de Dandy Livingstone, Alan Crawford lui propose d’enregistrer en studio ses premières chansons au cours du printemps 1964. Très inventif, Dandy se crée un double, un chanteur fictif baptisé « Sugar », et qui n’est autre que la superposition de sa propre voix sur son enregistrement. Carnival Records édite plusieurs 45 tours de cette session, dont le morceau « What a life ! », qui sera popularisé sur les ondes Radio Caroline, une radio pirate cofondée par Alan Crawford.

### Premiers succès
En 1967, Dandy rencontre Rita King qui, avec son mari, est à la tête du label de musique Giant. Dandy entre en studio pour y enregistrer plusieurs chansons dans un nouveau style musical qui fait alors fureur : le rocksteady. C’est lors de cette session qu’il enregistre le hit « Rudy, a Message to you » avec la complicité du tromboniste Rico Rodriguez. Ce titre sera repris par Judge Dread et par The Specials. Giant sort une série de 45 tours, puis un premier album « Rock Steady with Dandy » qui comprend notamment le morceau « Let’s do rock steady » qui sera popularisé en 1980 lors du revival 2 tone par le groupe britannique féminin « The Bodynatchers »
En 1968, Dandy est désormais considéré en Angleterre comme l’un des artistes majeurs de la scène musicale dite des « West Indies ». Et parmi les labels qui cherchent à le recruter se trouve notamment Pama Records. Dandy s’apprête à signer le contrat, lorsqu’il reçoit un appel téléphonique de Lee Gopthal. Son ancien patron lui annonce qu’il vient de s’associer avec Chris Blackwell pour créer une nouvelle maison de disque : Trojan Records. Par fidélité, Dandy accepte de signer avec ce nouveau label et à l’été 1968, sortent plusieurs 45 tours et albums.

### L'artiste phare de Trojan Records
Les patrons de Trojan vont même jusqu’à créer le sous-label Down Town, consacré spécifiquement aux productions de Dandy.
Pourtant la situation financière de Trojan se dégrade fortement et ne doit son salut qu’à la sortie de deux 45 tours de Dandy : son hit « Reggae in your Jeggae » et sa reprise de la chanson de Tony Tribe « Red Red Wine ». Le succès des ventes apporte au label à la fois une toute première notoriété et un apport d’argent salvateur.
Les années suivantes, Dandy contribue à la survie de Trojan grâce à la sortie de hits dont « Raining in my Heart », « I’m your puppet » et « Version Girl » un enregistrement célèbre sur lequel il endosse le double rôle de chanteur et toaster (rappelant la période Dandy et Sugar). Sans doute en raison des paroles grivoises, Dandy préfère enregistrer ce morceau sous le pseudonyme de Boy Friday.
En ce début des années 1970, le skinhead reggae n’est plus trop à la mode et les ventes des disques Trojan déclinent. Et une fois de plus le label va être tiré d’une mauvaise situation financière par le succès commercial de plusieurs hit de Dandy : d’abord « Suzanne » qui se classe dans le Top 20 à l’automne 1972, puis l’année suivante les titres « Big City » et « Think About That ». Artiste prolifique, il enregistre parfois sous les pseudonymes de Bobby Thompson, Prince of Darkness, Roy Gee ou encore Mr. Most, et sort deux albums en duo avec sa compagne Audrey Hall

### Coup d'arrêt de la carrière de Dandy
Pourtant, malgré de nombreux hits successifs qui le maintiennent dans la célébrité, la carrière musicale de Dandy marque un coup d’arrêt, notamment à cause de la faillite de Trojan Records en 1975. Dandy quitte la scène musicale, alors que quelques années plus tard, plusieurs de ses chansons seront popularisées par les groupes de la vague 2 tone qui va déferler sur l'Angleterre puis l'Europe; sans oublier le groupe UB40 qui reprendra «Version Girl».
Mais durant cette période, Dandy n'est déjà plus en Angleterre: il est retourné en Jamaïque où il disparaît du paysage musical.

## Discographie

### Albums
- 1967 - Rock Steady with Dandy (Giant), sous le nom de Dandy
- 1968 - Dandy Returns (Trojan), sous le nom de Dandy
- 1970 - Your Musical Doctor (Downtown), sous le nom de Dandy
- 1972 - Dandy Livingston (Trojan), sous le nom de Dandy Livingstone
- 1973 - Conscious (Mooncrest), sous le nom de Dandy Livingstone
- 1980 - Doo Wop Style (Mint of Music), sous le nom de Dandy Livingstone

### Singles & EP
- 1967 - People Do Rock Steady (Giant), sous le nom de Dandy
- 1968 - Let's Catch The Beat (Trojan), sous le nom de Dandy & The Brothers Dan Allstar
- 1968 - Follow That Donkey (Trojan), sous le nom de Dandy & The Brothers Dan Allstar
- 1969 - I Need You (Downtown), avec Audrey Hall
- 1970 - Reggae In Summertime (Downtown), avec The Music Doctors
- 1970 - Morning Side Of The Mountain (Downtown), avec Audrey Hall
- 1972 - Suzanne Beware Of The Devil (Trojan), sous le nom de Dandy Livingstone
- 1976 - Home From Home (Charisma), sous le nom de R.D. Livingstone
- 1978 - South African Experience (Night Owl), sous le nom de Dandy Livingstone